# Pescatoria coronaria
Pescatoria coronaria är en orkidéart som beskrevs av Heinrich Gustav Reichenbach. Pescatoria coronaria ingår i släktet Pescatoria och familjen orkidéer.
Artens utbredningsområde är Colombia. Inga underarter finns listade i Catalogue of Life.

## Bildgalleri

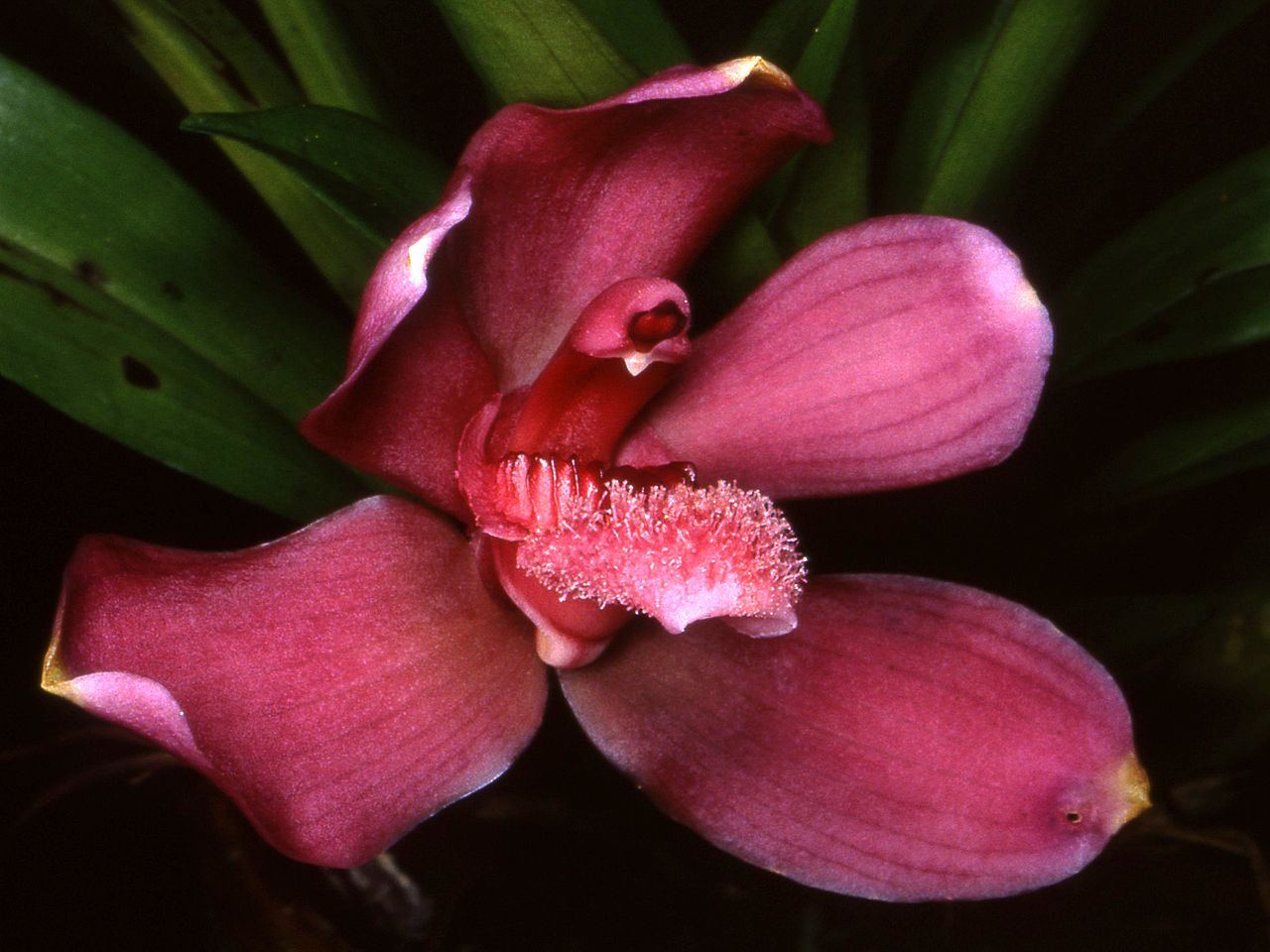